# Hélio da Silva
Hélio da Silva (Hélio Coutinho da Silva; * 2. Dezember 1923 in Rio de Janeiro; † 12. Juli 1987 ebenda) war ein brasilianischer Sprinter und Dreispringer.
Bei den Olympischen Spielen 1948 in London wurde er Elfter im Dreisprung und schied über 100 m und in der 4-mal-100-Meter-Staffel im Vorlauf aus.
1949 in Lima wurde er Südamerika-Meister im Dreisprung. Bei den Panamerikanischen Spielen 1951 gewann er Silber im Dreisprung und wurde Vierter über 100 m.
1952 siegte er bei den Leichtathletik-Südamerikameisterschaften in Buenos Aires im Stabhochsprung. Im Dreisprung holte er Bronze bei der Internationalen Sommer-Hochschulsportwoche 1953 in Dortmund und Silber bei den Südamerikameisterschaften 1954 in São Paulo.

## Persönliche Bestleistungen
- 100 m: 10,4 s, 1951
- Dreisprung: 15,99 m, 18. November 1951, Rio de Janeiro